# DSG Union Perg
Die Diözesansportgemeinschaft Union Perg ist ein österreichischer Sportverein in der oberösterreichischen Bezirkshauptstadt Perg mit den Sektionen Fußball, Tischtennis, Jiu-Jitsu und Volleyball. 
Die Fußballmannschaft des Vereins wurde am 2. Oktober 1962 gegründet. Auf einem Grundstück der Pfarre Perg in der Dirnbergerstraße konnte 1964 eine Sportstätte für den Verein eröffnet werden. Diese Liegenschaft stand dem Verein bis 2012 zur Verfügung und musste nach Abriss des Unionheimes und sonstiger Einrichtungen im ursprünglichen Zustand wieder an den Eigentümer zurückgestellt werden. 
Für die notwendigen Erweiterungen und Verbesserungen war bereits in den 1990er-Jahren die Errichtung einer neuen Sportanlage erforderlich die ab 1994 mit der Anlage von zwei Spielfeldern, 1993 mit der Errichtung eines Clubgebäudes samt Kabinen und Duschmöglichkeiten und 1996 mit dem Bau einer Zuschauertribüne auf einem von der Stadtgemeinde Perg zur Verfügung gestellten Areal südlich des Freibades erfolgen konnte.
Die Vereinsmannschaft spielte 1993 bis 1998 zunächst in der zweiten, 1998 bis 2002 in der ersten Landesliga und 2002 bis 2007 in der Regionalliga Mitte. Die Vereinsfarben der Fußballmannschaft sind schwarz und weiß, ihre Heimspiele trägt sie im Machland Stadion aus. 
Die 1965 gegründete Tischtennismannschaft der Sektion Tennis der DSG Union Perg war in den 1970er- und 1990er-Jahren einige Male auf Landesebene erfolgreich. Die Sektion richtete in Perg mehrere Tischtennis-Staatsmeisterschaften aus.
Hannes Datterl, Sportler der seit 1978 bestehenden Sektion Jiu Jitsu der DSG Union Perg, war 2003 österreichischer Staatsmeister und 1997, 2001 und 2002 Vizestaatsmeister. Der Sektionsobmann Jiu Jitsu der DSG Union Perg, Alfred Angerer, war von 1995 bis 2015 Präsident des Jiu Jitsu Landesverbandes Oberösterreich. Seit 2016 ist Reinhard Strauß Sektionsobmann in Perg.
Seit 2007 ist die Sektion Volleyball aktiv, die 2009 Landesmeister im Nachwuchs wurde und den dritten Platz bei den Bundesmeisterschaften belegte.

## Vereinsgeschichte
Die Vereinsgründung erfolgte 1962 unter der Schirmherrschaft von Bürgermeister Josef Waidhofer, der bis 1967 der erste Obmann war. Die bereits seit den 1950er-jahren in Perg vorhandenen Tischtennis-Aktivitäten wurde 1965 als Sektion in den Verein integriert. 1978 wurde die Sektion Jiu Jitsu gegründet und 2007 wechselte die erfolgreiche Volleyball-Damenmannschaft des ASKÖ Perg zur DSG Union Perg.

### Obmänner der Union Perg
- 1962 Josef Waidhofer
- 1967 Ewald Rechberger
- 1970 Hermann Peham
- 1986 Franz Ehrentraut
- 1991 Josef Gruber
- 1992 Othmar Ruhaltinger
- 1999 Josef Pfeiffer
- 2007 Josef Koller[1]
- 2011 Tobias Panhauser
- 2018 Birgit Schinnerl und Melitta Kujundzic
- 2019 Stefan Leitenmayr

## Sektion Fußball
Die Fußballmannschaft der DSG Union Perg nahm erstmals 1965/66 am Ligabetrieb des ÖFB teil und spielte die ersten zwölf Saisonen in der jeweils untersten österreichischen Spielstufe (2. Klasse Nord-Ost); erst 1976/77 gelang der erste Meistertitel und der Aufstieg in die 1. Klasse Nord-Ost. Dort feierte die DSG als beste Platzierung einen dritten Platz 1980, verspielte 1982/83 jedoch am allerletzten Spieltag den Klassenerhalt und stieg nach sechs Jahren wieder ab.
In der Folgesaison wurde 1984 der Meistertitel ohne eine einzige Niederlage erreicht. Damit wurde eine zwei Jahrzehnte andauernde Erfolgsgeschichte eingeleitet: Zunächst spielte die DSG Union Perg sogleich im vorderen Feld der 1. Klasse Nord-Ost mit, beendete die erste Saison als Dritter, die zweite als Zweiter und die dritte – 1986/87 – als Erster. Auch in der Bezirksliga Nord, der fünften von sieben Spielstufen, behauptete sich der Klub von Beginn an im oberen Tabellendrittel, belegte nie einen schlechteren als den fünften von 14 Plätzen und stieg nach sechs Saisonen 1993 in die 2. Landesliga Ost auf. In dieser Liga, die durch Einführung der Regionalligen 1994/95 von der vierten zur fünften österreichischen Spielstufe degradiert wurde, verblieb die DSG Union Perg fünf Jahre, bis 1998 der Aufstieg in die 1. Landesliga Ost gelang. Bereits nach vier Saisonen wurde Union Perg 2002 Oberösterreichischer Landesmeister in der 1. Landesliga Ost und feierten den bis dahin größten Erfolg der Vereinsgeschichte mit dem Aufstieg in die Regionalliga Mitte, der dritthöchsten österreichische Spielstufe.
Die 18-jährige Phase des kontinuierlichen Aufstiegs fand ihr Ende und verkehrte sich ins Gegenteil. Lediglich in der ersten Saison, die man als 11. beendete, war Perg frei von Abstiegssorgen. 2003/04 startete die DSG mit fünf Niederlagen, hatte für ein Drittel der Saison die „Rote Laterne“ inne, erreichte am Ende aber noch Rang 13. Auch in der folgenden Spielzeit stand Perg im ersten Drittel stets in der Nähe zu den Abstiegsrängen, konnte sich in der Zwischenzeit einen 10-Punkte-Polster erarbeiten und belegte nach einer schwachen Frühjahrssaison mit nur drei Punkten Vorsprung den rettenden 14. Platz. 2006 war die DSG Union Perg dann als Vorletzter sportlich abgestiegen – lediglich die Auflösung von Mitkonkurrent SK St. Magdalena/Superfund Amateure, sicherte den Klassenerhalt. 2006/07 schien es zunächst aufwärtszugehen. Zur Winterpause lag Perg auf Platz 12, allerdings trennten den Achten und den Letzten der Liga nur sechs Punkte. Im Frühjahr verloren die Oberösterreicher zunehmend an Boden, 11 von 45 möglichen Punkten bedeuteten letztendlich den letzten Platz und Abschied aus der Regionalliga. Die Folgesaison in der Radio Oberösterreich Liga verlief noch erfolgloser: Das ganze Jahr hindurch lag die DSG Union Perg nur an drei Spieltagen auf einem Nichtabstiegsplatz, beendete die Spielzeit 2007/08 als abgeschlagener Vorletzter in der 2. Landesliga Ost, der fünfthöchsten österreichischen Spielstufe.
In der Saison 2014/2015 holte der Verein souverän, mit 16 Punkten Vorsprung auf Rang 2, den Meistertitel in der 2. Landesliga Ost. Seitdem spielt man wieder in der viertklassigen Oberösterreich Liga. In der ersten Saison nach dem Aufstieg holte Union Perg den 7. Tabellenplatz. Die Saison 2016/2017 beendete man auf dem 13. Tabellenplatz.

### Bekannte Spieler und Trainer
- Michael Auer
- Mersudin Jukić
- Helmut Köglberger
- Jiří Leňko
- Rainer Moosbauer

### Stadion
Die Heimstätte der DSG Union Perg ist die Forstenlechner Arena(früher Machland Stadion) in Perg.

### Titel und Erfolge
- 1× Oberösterreichischer Landesmeister (4): 2002
- 2× Meister 2. Landesliga Ost (5) 1998, 2015
- 1× Meister Bezirksliga Nord (5): 1993
- 1× Meister 1. Klasse Nordost (6): 1987
- 2× Meister 2. Klasse Nordost (7): 1977, 1984[5]

## Sektion Jiu-Jitsu
Begründer und erster Leiter der Sektion im Jahr 1977 war Kurt Valtl, der auch als Trainer fungierte. Mitte der 1980er-jahre übernahmen Alfred und Hannes Angerer die Sektion und organisierten das Training neu. 1984 wurde die Jiu-Jitsu Sektion in den damaligen Dachverband ÖVWS (Österreichischer Verband für waffenlose Selbstverteidigung) aufgenommen. 1986 erfolgte der Übertritt in den JJVÖ (Jiu-Jitsu Verband Österreichs). Die Teilnahme an Meisterschaften war erfolgreich, wobei Johannes Datterl 2003 den österreichischen Staatsmeistertitel erreichen konnte. Immer wieder konnten Vereinsmitglieder auf sehr gute Platzierungen bei Staatsmeisterschaften und anderen Turnieren verweisen.
Permanente Weiterbildung, u. a. die Absolvierung der Lehrwarteausbildung durch Alfred und Hannes Angerer im Jahr 1991/1992 wurden die Basis für den Fortbestand der Sektion geschaffen. Mitte der 2010er-Jahre folgte Reinhard Strauß Hannes Angerer als stellvertretender Sektionsleiter. Nunmehr fungiert Reinhard Strauß als Sektionsleiter und Alfred Angerer als dessen Stellvertreter.

## Sektion Tischtennis
Tischtennis wurde in Perg bereits in den 1950er-Jahren gespielt, also vor der Gründung der DSG Union Perg. Namen dieser Ära sind Karl Manner, Franz Kabelka, Ernst Meinhart, Hans-Jörg Kabelka, Karl Wögerbauer und Friedrich Manner. Zwischen 1965 und 1971 konnten unter der Leitung von Hermann Schonka im Meisterschaftsbetrieb beachtliche Platzierungen bis auf Landesebene erreicht werden. Hervorragende Spieler dieser Zeit waren Ernst Meinhart, Franz Ecker, Hannes Schachner und Josef Schreihofer. 1979 kam es zu einer Spielgemeinschaft mit der Union Naarn, die 1983 aufgelöst wurde. Der Neustart erfolgte unter Alfred Trauner, wobei die Jugendarbeit forciert wurde. 1993/1994 wurde eine Mannschaft des Vereins in der oberösterreichischen Landesklasse Meister und konnte in die höchste Spielklasse Oberösterreichs, die Landesliga aufsteigen. Die Mannschaft löste sich 1995 auf. Neuer Sektionsleiter wurde Martin Haslhofer, der die Funktion seither mit einer zweijährigen Unterbrechung (2014, 2015) ausübt.

## Sektion Volleyball
Die Sektion Volleyball wurde mit Sommerbeginn 2021 wieder belebt. Als Spielplatz steht eine neue Beach-Volleyball-Anlage neben dem Perger Freibad zur Verfügung.